# Lenguas chari-nilóticas
Las lenguas chari-nilóticas es una unidad filogenética propuesta por J. Greenberg que habría agrupado a las lenguas sudánicas centrales, el kunama, el berta y las lenguas sudánicas orientales. Actualmente se considera que dichos grupos de lenguas nilo-saharianas no forman una subfamilia filogenéticamente válida, y por tanto se ha desechado el término chari-nilótico como unidad válida de clasificación. El nombre fue introducido por Greenberg en 1955 Studies in African linguistic classification ('Estudios sobre la clasificación de lenguas africanas'), y deriva del nombre de los ríos Chari y Nilo, para referirse al área existente entre sus cuencas.
- Datos: Q1010922